# Dağdibi, Uludere
Dağdibi là một xã thuộc huyện Uludere, tỉnh Şırnak, Thổ Nhĩ Kỳ. Dân số thời điểm năm 2011 là 1.305 người.